# Ken Matsui
Ken Matsui (jap. 松井謙 Matsui Ken; ur. 15 stycznia 2001) – japoński zapaśnik walczący w stylu klasycznym. Złoty medalista mistrzostw świata w 2021. Trzeci na MŚ juniorów w 2019. Pierwszy na MŚ kadetów w 2017. Wicemistrz Japonii w 2018 roku.